# Take a Picture
Take a Picture est un album de pop américain, écrit, composé et interprété par la pianiste et chanteuse Margo Guryan.
Sorti en 1968, le disque n'eut qu'un succès critique car aucune promotion n'eut lieu. Aujourd'hui culte, l'album est reconnu comme étant un chef-d'œuvre. Il a été plusieurs fois réédité.

## Pistes
1. Sunday Morning
2. Sun
3. Love Songs
4. Thoughts
5. Don't Go Away
6. Take a Picture
7. What Can I Give You?
8. Think of Rain
9. Can You Tell
10. Someone I Know
11. Love
12. I Think a Lot About You (bonus)
13. It's Alright Now (bonus)
14. Timothy Gone (bonus)